# کرمیا
کرمیا (به ایتالیایی: Cremia) یک کومونه در ایتالیا است که در استان کومو واقع شده‌است.

## خصوصیات
کرمیا ۱۰٫۲ کیلومترمربع مساحت و ۷۱۸ نفر جمعیت دارد و ۳۳۰ متر بالاتر از سطح دریا واقع شده‌است.